# Mario Renosto
Mario Renosto (Venezia, 15 giugno 1929 – Trieste, 14 novembre 1988) è stato un allenatore di calcio e calciatore italiano, di ruolo ala.
Era noto anche come Renosto II per distinguerlo dal fratello Giacinto.

## Carriera
Ala ambidestra, nella stagione 1950-1951 vinse scudetto e Coppa Latina con la maglia del Milan, trovandosi molto bene sul campo con lo svedese Gunnar Nordahl e formando saltuariamente, con quest'ultimo e Gunnar Gren un efficace trio d'attacco alternativo al Gre-No-Li.
Come allenatore cominciò con la Sangiovannese; fu promosso in serie C con la Vis Pesaro e allenò la Triestina nel 1964-65.
Morì all'età di 59 anni per emorragia cerebrale, dopo aver battuto la testa in seguito a un malore.

## Palmarès

### Club

#### Competizioni nazionali
- Campionato italiano: 1

Milan: 1950-1951
- Serie B: 1

Triestina: 1957-1958

#### Competizioni internazionali
- Coppa Latina: 1

Milan: 1951